# فانيسا دورمان
فانيسا دورمان (بالإنجليزية: Vanessa Dorman)‏ هي ممثلة أمريكية، ولدت في 27 فبراير 1969 في لوس أنجلوس في الولايات المتحدة.

## وصلات خارجية
- فانيسا دورمان على موقع IMDb (الإنجليزية)
- فانيسا دورمان على موقع قاعدة بيانات الفيلم (الإنجليزية)